# Кобалт (Онтарио)
Кобалт (енгл. Cobalt) је градић у Канади у покрајини Онтарио. Према резултатима пописа 2011. у граду је живело 1.133 становника.

## Становништво
Према резултатима пописа становништва из 2011. у граду је живело 1.133 становника, што је за 7,4% мање у односу на попис из 2006. када је регистровано 1.224 житеља.
| 2006. | 2011. |
| ----- | ----- |
| 1.224 | 1.133 |